# Lucas (film)
Lucas är en amerikansk dramakomedi från 1986 i regi av David Seltzer. I huvudrollerna ses Corey Haim, Kerri Green, Charlie Sheen och Courtney Thorne-Smith. Filmen var Winona Ryders filmdebut.

## Handling
Lucas är 14 år gammal, han är liten för sin ålder, smartare än de flesta och lite egen. Hans intressen är något annorlunda än den genomsnittliga high school eleven. Han blir trakasserad i skolan och har inte så många vänner utan går sina egna vägar. 
Men så möter han 16-åriga Maggie som är nyinflyttad, de blir vänner och han blir förälskad i henne. Det blir även amerikanska fotbollskillen Cappie, trots att han redan har en flickvän, Alise. Maggie blir intresserad av Cappie och Lucas hamnar vid sidan av. Men Lucas ger inte upp så lätt. Han börjar spela amerikansk fotboll han med, det spelar ingen roll att han är ungefär en halvmeter kortare än alla andra. Slutresultat av spelandet blir mindre skoj.

## Rollista i urval
- Corey Haim - Lucas
- Kerri Green - Maggie
- Charlie Sheen - Cappie
- Courtney Thorne-Smith - Alise
- Winona Ryder - Rina
- Tom Hodges - Bruno
- Ciro Poppiti - Ben
- Guy Boyd - Coach
- Jeremy Piven - Spike
- Kevin Wixted - Tonto
- Emily Seltzer - Marie
- Erika Leigh - Mary Ellen
- Annie Ryan - Angie
- Jason Alderman - Tony
- Tom Mackie - Billy
- Garrett M. Brown - Mr. Kaiser

## DVD
Filmen finns utgiven på DVD.